# Even Stevens
Az Even Stevens egy 2000-ben indult színes, amerikai televíziós sorozat. A produkció alkotója Matt Dearborn, a történet pedig a címszereplő fiú külvárosi életét mutatja be.
A sorozatot 2000. június 17. és 2003. június 2. közt adta a Disney Channel, majd 2003. június 13-án egy egész estés film is leadásra került, Magyarországon egyelőre nem került bemutatásra.

## Cselekmény
A történet főszereplője Louis Anthony "Even" Stevens, aki egy éretlen, durva, gondtalan és önző kamasz. A sorozat a külvárosi srác életét mutatja be, aki együtt él ügyvéd apjával és szenátor anyjával, valamint két bátyjával, a lángész Rennel és az atlétikus Donnie-val.

## Szereplők

### Főszereplők
| Szereplő                | Eredeti hang           |
| ----------------------- | ---------------------- |
| Louis Anthony Stevens   | Shia LaBeouf           |
| Renee "Ren" Stevens     | Christy Carlson Romano |
| Donald "Donnie" Stevens | Nick Spano             |
| Steven "Steve" Stevens  | Tom Virtue             |
| Eileen Stevens          | Donna Pescow           |

### Mellékszereplők
| Szereplő                       | Eredeti hang            |
| ------------------------------ | ----------------------- |
| Alan Twitty                    | A.J. Trauth             |
| Tawny Dean                     | Margo Harshman          |
| Thomas "Tom" Gribalski         | Fred Meyers             |
| Ruby Mendel                    | Lauren Frost            |
| Monique Taylor                 | Kenya Williams          |
| Nelson Minkler                 | Gary LeRoi Gray         |
| Bernard "Beans" Aranguren      | Steven Anthony Lawrence |
| Lawrence Anthony "Larry" Beale | Eric "Ty" Hodges        |
| Coach Terry Tugnut             | Jim Wise                |
| Conrad Wexler                  | George Anthony Bell     |
| Carla                          | Lisa Foiles             |
| Marla                          | Krysten Leigh Jones     |
| Robert "Bobby" Deaver          | Brandon Davis           |
| Ivan                           | Eric Jungmann           |

## Epizódok
| Évad | Évad | Epizódok | Eredeti sugárzás  | Eredeti sugárzás  |
| Évad | Évad | Epizódok | Évadpremier       | Évadfinálé        |
| ---- | ---- | -------- | ----------------- | ----------------- |
|      | 1    | 21       | 2000. június 17.  | 2001. február 23. |
|      | 2    | 22       | 2001. június 15.  | 2002. február 15. |
|      | 3    | 22       | 2002. február 22. | 2003. június 2.   |
|      | Film | Film     | 2003. június 13.  | 2003. június 13.  |